# Pholcus bourgini
Pholcus bourgini är en spindelart som beskrevs av Jacques Millot 1941. Pholcus bourgini ingår i släktet Pholcus och familjen dallerspindlar.
Artens utbredningsområde är Guinea. Inga underarter finns listade i Catalogue of Life.